# Calamba City
Calamba City (offiziell: City of Calamba; Filipino: Lungsod ng Calamba) ist eine philippinische Stadt in der Provinz Laguna, etwa 54 Kilometer südöstlich von  Manila, sowie 45 Kilometer westlich der Provinzhauptstadt Santa Cruz. Calamba City ist aufgrund von heißen Quellen ein beliebtes Touristenziel. Die meisten liegen im Baranggay Pansol und dem Canlubang Golf und Country Club. Calamba City ist außerdem ein modernes Industriezentrum in der CALABARZON-Region mit sechs Industrieparks. In der Stadt sind insgesamt 5193 Unternehmen und Gewerbebetriebe registriert.
Calamba City ist der Geburtsort des philippinischen Nationalhelden José Rizal.

## Geografie
Calamba City liegt nördlich des ruhenden Vulkans Makiling und am südlichen Ufer des Sees Laguna de Bay.
Das südliche Ende der Schnellstraße South Luzon Expressway liegt in Calamba City. Durch ihre geografische Lage bildet die Stadt das Tor zu den südlichen Provinzen auf Luzón. Die Fernstraßen im Anschluss an den South Luzon Expressway führen weiter in die Provinzen Batangas und Quezon.
Calamba City grenzt an Cabuyao im Norden, Los Baños im Osten und an Santo Tomas und Talisay in der Provinz Batangas im Süden sowie Tagaytay City und Silang in der Provinz Cavite im Westen.

## Baranggays
Calamba City ist in 54 Baranggays unterteilt.

## Geschichte
Der Name der Stadt stammt der Legende nach aus der frühen Zeit der spanischen Kolonisation, als zwei Soldaten der guardias civil sich in dem Gebiet, das heute als Calamba bekannt ist, verlaufen hatten. Die beiden Soldaten trafen auf eine einheimische junge Frau, die mit einem Wasserkrug von einem Fluss kam.
Der Wasserkrug ist auch im Stadtsiegel zu finden. Die spanischen Soldaten fragten die Frau auf Spanisch in einem herrischen Ton nach dem Namen des Gebiets, in dem sie sich befänden. Die Frau, die nur ihre eigene Muttersprache sprach, dachte, sie würde gefragt, was sie trägt und antwortete deshalb äußerst nervös „kalan-banga“, was so viel wie Holzofen (kalan) und Wasserkrug (banga) bedeutet.
Diese Legende wird durch einen großen Wasserkrug aus Beton verewigt, der auf der city plaza errichtet wurde; er wurde im Jahre 1939 fertiggestellt. Der Krug wurde mit den Namen der Baranggays der Stadt beschriftet.
Bevor Calamba am 28. August 1742 eine unabhängige Gemeinde wurde, war sie Teil von Tabuco, dem heutigen Cabuyao.
Beim Massaker von Calamba wurden am 1. Februar 1945 in Calamba 2.000 oder mehr Zivilisten durch die japanische Armee getötet. 2000 wurde mit dem Bau und der Lehre am Colegio de San Juan de Letran Calamba begonnen, einer Außenstelle der Dominikanerschule in Intramuros.
Mit der Verabschiedung des Republic Act Nr. 9024 am 7. April 2001 und der Bestätigung durch die Bevölkerung in einer Volksabstimmung wurde Calamba von einer Gemeinde zur Stadt (component city) erhoben. Calamba ist damit die zweite Stadt nach San Pablo in der Provinz Laguna.

## Demografische Entwicklung
Calamba hatte nach dem Zensus vom 1. Mai 2000 281.146 Einwohner bei einer jährlichen Wachstumsrate der Einwohnerzahl von 5,5 %. Für 2004 wird die Bevölkerungszahl auf 348.422 geschätzt. Von den 54 Baranggays werden 34 als städtisch und 20 als ländlich klassifiziert. Die höchste Bevölkerungsdichte hat das Baranggay IV. mit 682 Einwohnern je Hektar.

## Städtepartnerschaft
Seit 2008 ist Calamba Partnerstadt der Gemeinde Wilhelmsfeld in Baden-Württemberg.

## Persönlichkeiten
- Ronato Alcano
- Paciano Rizal
- Vicente Lim
- Geronimo Aclan
- Teodora Alonzo